# Франсіско Портільйо
Франсіско Портільйо Солер (ісп. Francisco Portillo Soler; народився 13 червня 1990, Малага, Іспанія) — іспанський футболіст, півзахисник «Альмерії».

## Клубна кар'єра

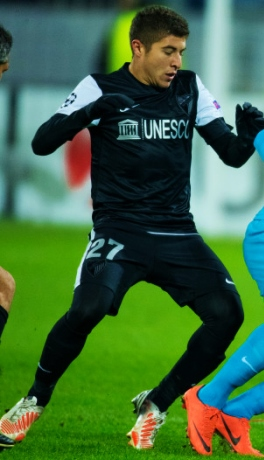
Портільйо у складі «Малаги»

Франсіско Портільйо народився в Малазі. З дитинства навчався в футбольній академії однойменного клубу. Закінчивши академію, Франсіско почав виступати за резервну команду андалузького клубу «Атлетіко Малагеньйо». Вперше в складі першої команди він з'явився перед початком сезону 2009 року на товариському турнірі Світовий кубок, де став найкращим гравцем матчу проти майбутнього володаря трофею бірмінгемської «Астон Вілли».
Дебют Портільйо в Ла-Лізі відбувся 24 січня 2010 року в матчі проти мадридського «Реала», в якому Франсіско замінив Патріка Мтілігу в другому таймі.
10 серпня 2010 року Портільйо продовжив контракт з «Малагою» до червня 2013 року.
Влітку 2010 року клуб провів масштабну трансферну компанію. До команди прийшов Хоакін, що виступає на тій самій позиції, що й Франсіско. Тому тренер «анчоусів» Мануель Пеллегріні тимчасово відправив Портільйо до резервної команди. Його перша поява в основі в новому сезоні відбулася тільки 9 квітня 2012 року в домашньому матчі проти «Расінга».
Масовий відхід футболістів із клубу в зв'язку з фінансовими труднощами надав шанс Портільйо закріпитися в основному складі. Сезон 2012/13 він почав як гравець основи, взявши участь у перших матчах команди проти «Сельти» та «Мальорки», а також дебютував на міжнародній арені в кваліфікаційному раунді плей-оф Ліги Чемпіонів УЄФА проти грецького «Панатінаїкоса».
15 вересня 2012 року в матчі проти «Леванте» Портільйо забив свій перший гол за «Малагу» і допоміг своїй команді перемогти 3:1. 24 листопада в матчі проти «Валенсії» Портільйо забив гол і допоміг своїй команді здобути велику перемогу 4:0.
На початку 2015 року Франсіско на правах оренди перейшов до «Бетіса». 18 січня в матчі проти хіхонського «Спортінга» він дебютував у Сегунді. За підсумками сезону Франсіско допоміг клубу вийти в еліту. По закінченні оренди «Бетіс» викупив у «Малаги» права на Портільйо. 23 серпня в матчі проти «Вільярреала» він дебютував у «Бетісі» на найвищому рівні. Влітку 2016 року Портільйо на правах оренди перейшов до «Хетафе». У матчі проти «Кадіса» він дебютував за нову команду. 10 грудня у поєдинку проти «Ельче» Франсіско забив свій перший гол за «Хетафе». По закінченні оренди клуб викупив трансфер Портільйо у «Бетіса» за 1,5 млн. євро.